# EVENING DRIVE
『EVENING DRIVE』（イブニング・ドライブ）は、ZIP-FMで放送されていたラジオ番組である。2004年4月1日放送開始、2006年3月31日放送終了。

## 放送時間
- 毎週月曜 - 木曜 17:00 - 21:00（JST）

## ディスクジョッキー

### 2004年4月 - 2005年3月
- 月曜日・火曜日 - 南城大輔、宮本絢子
- 水曜日・木曜日 - ケン・マスイ、宮本絢子

### 2005年4月 - 2006年3月
- 月曜日～木曜日 - ケン・マスイ、宮本絢子